# الشعرا (يافع)

تعديل مصدري - تعديل

الشعرا هي إحدى قرى عزلة لبعوس بمديرية يافع التابعة لمحافظة لحج، بلغ تعداد سكانها 410 نسمة حسب تعداد اليمن لعام 2004.